# Ахатина гигантская
Ахати́на гигантская (лат. Lissachatina fulica) — сухопутный брюхоногий моллюск из подкласса лёгочных улиток. Широко распространён в странах с тропическим климатом, высокоинвазивный вид, является вредителем сельскохозяйственных растений, особенно сахарного тростника. Находится в списке из 100 наиболее инвазивных видов. В настоящее время дальнейшее расширение ареала ахатины остановлено благодаря строгим мерам по поддержанию карантина. Была предотвращена начавшаяся инвазия улитки в США. В Европе, в том числе в России, где выживание ахатин по климатическим условиям в природе невозможно, они часто содержатся в качестве домашних животных.

## Описание
Длина раковины взрослой улитки обычно не превышает 5—10 см, хотя известны отдельные экземпляры длиной более 20 см. Раковина коническая, чаще всего бывает закручена против часовой стрелки, хотя встречается и обратное направление. У старых ахатин раковина имеет от 7 до 9 витков. Окраска раковины зависит от окружающей среды и рациона питания. В большинстве случаев на ней наблюдаются полосы красновато-коричневых и желтоватых оттенков.

## Распространение
Родина ахатины гигантской — прибрежная часть Восточной Африки, где относительно высокие температуры сочетаются с высокой влажностью. В настоящее время улитка встречается в южной Эфиопии, южном Сомали, Кении, Танзании и северном Мозамбике, при этом часть вышеуказанного ареала могла стать следствием интродукции в историческое время. Не позднее конца XIX века улитка с помощью человека была перенесена в Индию и на Маврикий, а в начале XX века попала на Шри-Ланку, острова Малайского архипелага, Калимантан и в Таиланд. Во время Второй мировой войны японские и американские военные способствовали расселению вида далее на восток: на Гуам, Гавайские и Марианские острова, а также в Калифорнию. Во второй половине XX века моллюск был зарегистрирован в Новой Гвинее, Новой Ирландии, Новой Британии, Таити, Новой Каледонии, Вануату и Американском Самоа. Наконец, в конце XX века улитка была обнаружена на островах Карибского моря: на Гваделупе и Мартинике.
Улитка осваивала самые разнообразные биотопы, в том числе прибрежные низменности, речные долины, светлые леса, кустарниковые заросли и поля сельскохозяйственных культур. Последнее обстоятельство стало причиной признания организма не только инвазивным видом, но также сельскохозяйственным вредителем. Моллюск активен при температуре от 9 °C до 29 °C, при температуре от 2 °C до 8 °C впадает в состояние оцепенения (спячку).

## Питание

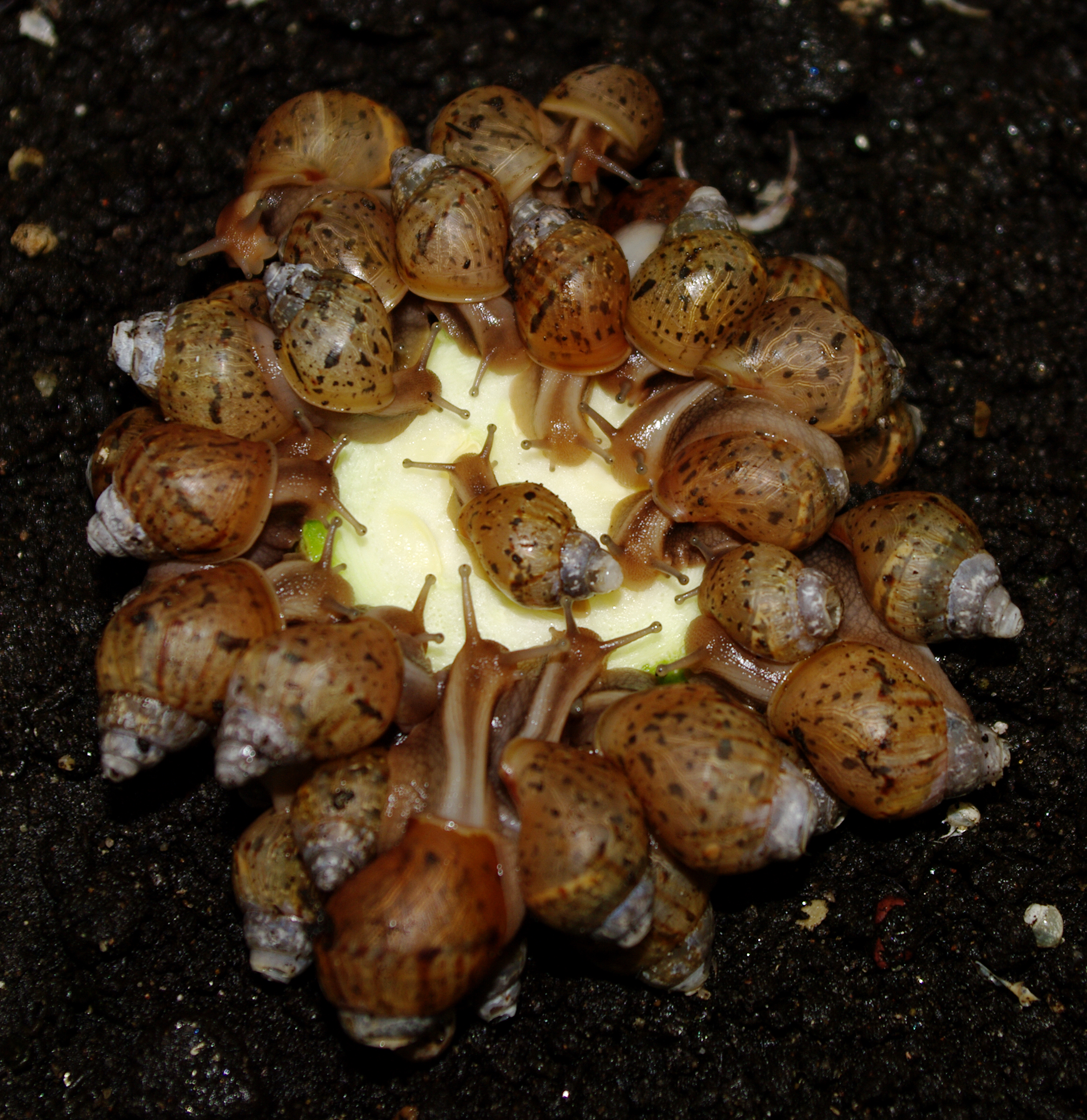
Улитки едят кабачок

Ахатины питаются зелёными частями растений и плодами, предпочитая мягкие или разлагающиеся части растений. Пищевые предпочтения меняются с возрастом: молодые особи предпочитают живые растения, более старые — мёртвые гниющие растительные остатки. С возрастом растёт число потребляемых в пищу растений. Для построения раковины ахатины охотно скоблят известковые породы, раковины мёртвых моллюсков и скорлупу яиц. Иногда поедают животные белки.

## Жизненный цикл

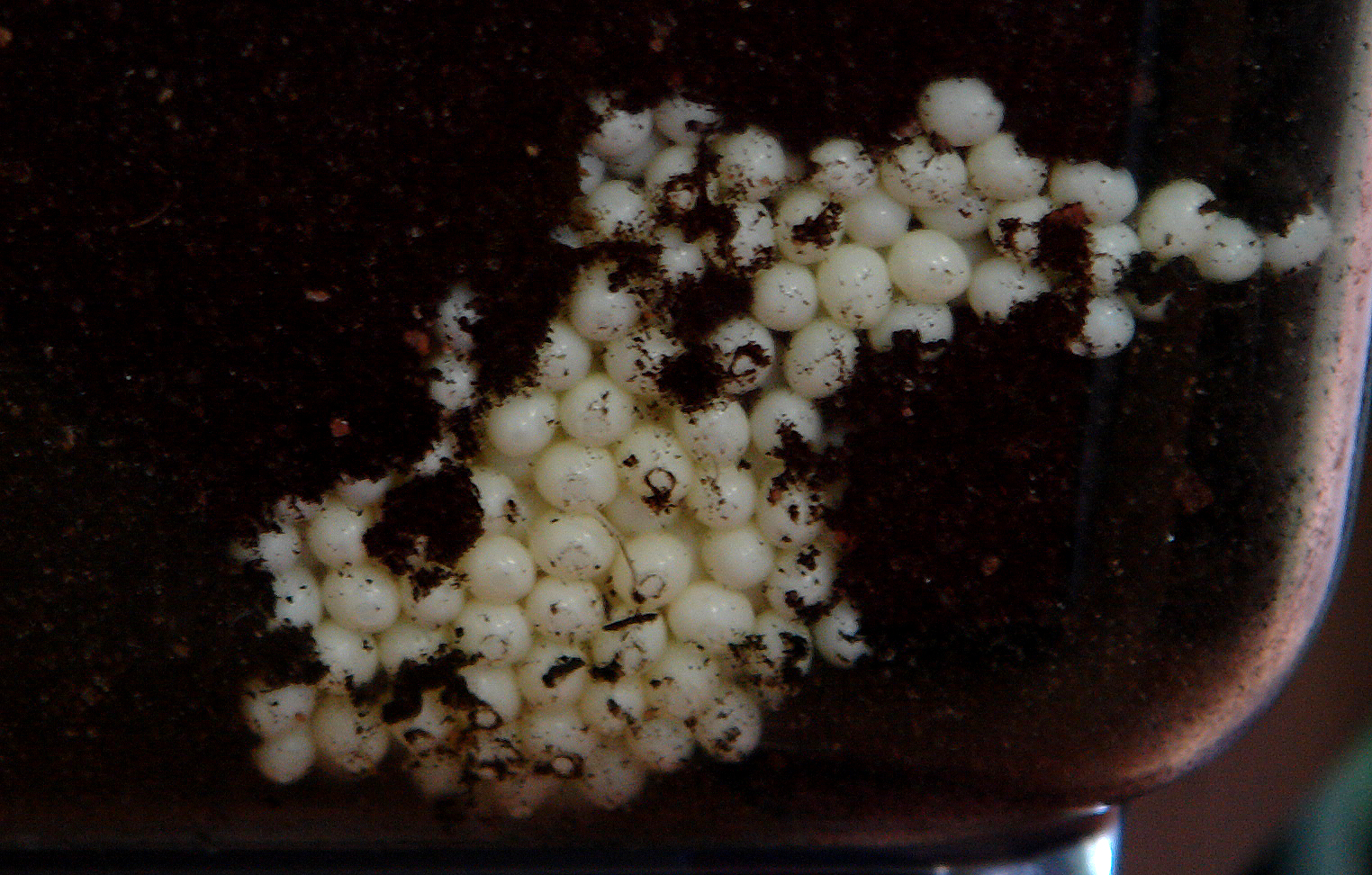
Кладка яиц улитки

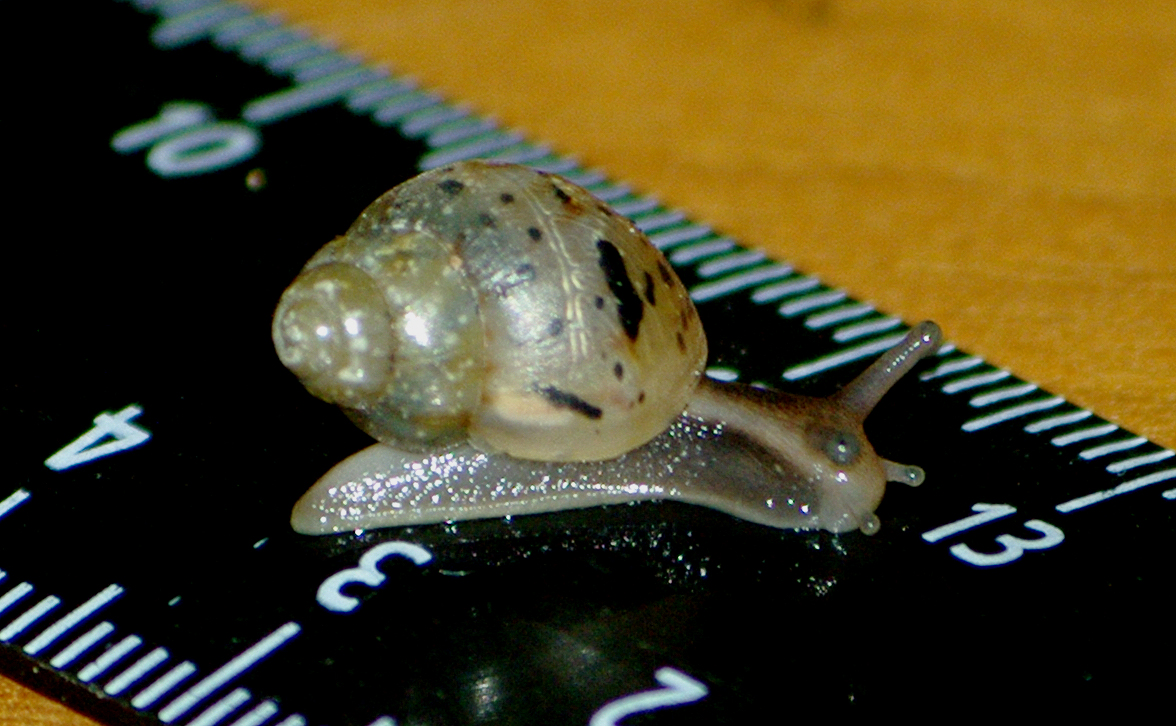
Ахатина в возрасте около месяца

Ахатины — гермафродиты, то есть каждая особь имеет как мужские, так и женские половые органы. При низкой плотности популяции возможно самооплодотворение, но оно достаточно редко (возможно раз в два года). При спаривании двух улиток одинакового размера возможно двустороннее оплодотворение, если же моллюски имеют разный размер, то более крупный выступает исключительно в качестве женской особи, поскольку развитие яиц требует больших энергетических затрат. По той же причине молодые половозрелые улитки способны только к образованию сперматозоидов, яйцеклетки начинают образовываться ими позже.
Улитка может хранить сперму в течение двух лет после спаривания, используя её для оплодотворения созревающих яйцеклеток. Число яиц в кладке около 200 (в некоторых случаях до 300), улитка может делать 5—6 кладок ежегодно. Размер одного яйца составляет 4,5—5,5 мм, по форме оно напоминает куриное. Яйца имеют белый цвет и довольно плотную скорлупу. Развитие эмбрионов возможно при температуре от 24 °C и продолжается от нескольких часов до 3 недель. Новорожденные ахатины первое время питаются остатками собственного яйца.
Ахатины достигают половой зрелости в 6—15 месяцев (в зависимости от климата) и живут до 5—6 и даже 10 лет. Всё время жизни они растут, однако после первых двух лет жизни скорость роста замедляется.

## Поведение

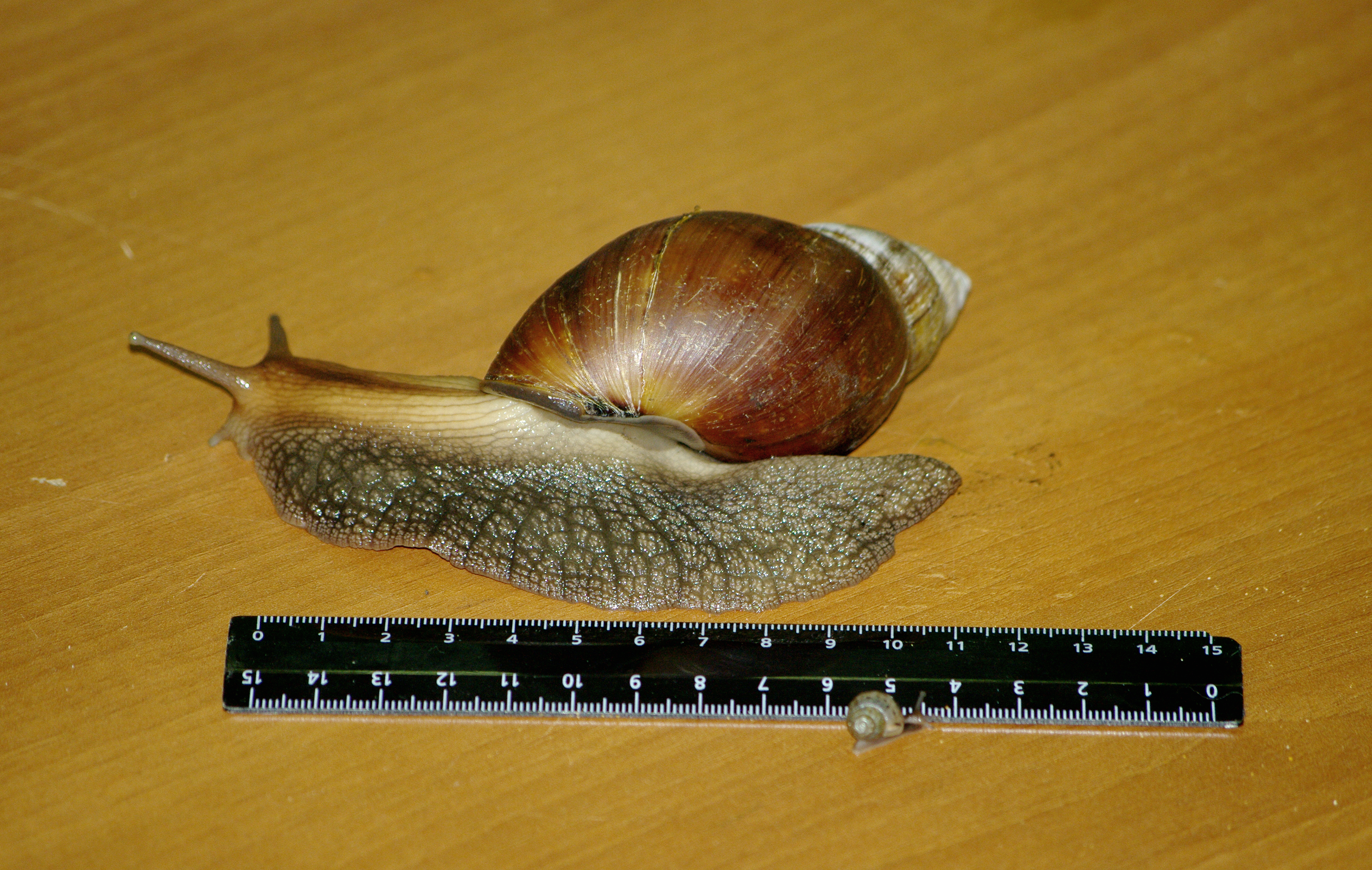
Годовалая ахатина и месячный детёныш

Ахатины ведут преимущественно ночной образ жизни, хотя во влажную погоду могут выползать и днём. Обычно же светлое время суток они проводят в укромных местах, зарывшись в почву и активизируясь лишь через два часа после заката.
Было доказано наличие у ахатин долговременной памяти: они могут запоминать всё, что происходило в течение одного часа, могут запоминать расположение источников пищи и возвращаться к ним. Молодые особи более подвижны и преодолевают большие расстояния в течение дня, а также способны к дальним миграциям. Обычно для отдыха в одно и то же место они не возвращаются. У старых же улиток, напротив, имеется место, где они предпочитают отдыхать и откуда выползают на поиски питания, не удаляясь более чем на 5 метров. При переносе улиток в место отдыха другой ахатины (в пределах 30 метров) они всё равно возвращаются к своему.